# Eooxylides tharisides
Eooxylides tharisides är en fjärilsart som beskrevs av Hans Fruhstorfer 1904. Eooxylides tharisides ingår i släktet Eooxylides och familjen juvelvingar. Inga underarter finns listade i Catalogue of Life.